# HD83080
HD83080 — хімічно пекулярна зоря спектрального класу A0, що має видиму зоряну величину в смузі V приблизно  8,7.
Вона  розташована на відстані близько 648,4 світлових років від Сонця.

## Пекулярний хімічний склад
Зоряна атмосфера HD83080 має підвищений вміст 
Cr
.